# بنی غشیم (روستا)
 بنی غشیم  (در عربی:  بَنی غُشیم )
نام روستایی است در دهستان بَنُو العَوّام از توابع استان حَجّه در کشور یمن در شبه جزیره عربستان.

## جمعیت
جمعیت آن (۲۰۱ ) نفر (۱۱ خانوار) می‌باشد.